# Différence de contraintes normales
 (mars 2023).
Si vous disposez d'ouvrages ou d'articles de référence ou si vous connaissez des sites web de qualité traitant du thème abordé ici, merci de compléter l'article en donnant les références utiles à sa vérifiabilité et en les liant à la section « Notes et références ».
 (avril 2023).
La forme ressemble trop à un extrait de cours et nécessite une réécriture afin de correspondre aux standards de Wikipédia.
En mécanique des fluides, la différence de contraintes normales désigne, dans le cas d'un  écoulement, l'écart de contrainte qui existe entre deux directions. Elle est appelée première différence de contrainte normale lorsque la différence est calculée entre la direction de vitesse et celle du gradient, et seconde différence lorsqu'elle l'est dans les directions orthogonales autres que celles de la vitesse.

## Définition
Soit un écoulement de cisaillement simple dont le vecteur vitesse {\displaystyle {\overrightarrow {v}}} est selon la direction 1 et son gradient selon la direction 2. La direction 3 est alors la direction du rotationnel de la vitesse, l'écoulement est invariante par translation dans cette direction.
On désigne par première différence de contraintes normales la quantité :
{\displaystyle N_{1}=\sigma _{11}-\sigma _{22}}
et seconde différence de contraintes normales par :
{\displaystyle N_{2}=\sigma _{22}-\sigma _{33}}
On écrit habituellement que ces différences sont de la forme :
{\displaystyle N_{1}=\Psi _{1}({\dot {\gamma }}){\dot {\gamma }}^{2}}
{\displaystyle N_{2}=\Psi _{2}({\dot {\gamma }}){\dot {\gamma }}^{2}}
où {\displaystyle \Psi _{1}} et {\displaystyle \Psi _{2}} sont les coefficients de contraintes normales. La parité de la loi permet de respecter l'invariance {\displaystyle {\dot {\gamma }}\rightarrow -{\dot {\gamma }}}.
Expérimentalement, on observe que {\displaystyle N_{2}\ll N_{1}}.